# Phanerotoma leucobasis
Phanerotoma leucobasis är en stekelart som beskrevs av Joseph Kriechbaumer 1894. Phanerotoma leucobasis ingår i släktet Phanerotoma och familjen bracksteklar. Inga underarter finns listade i Catalogue of Life.